# Herrarnas åtta med styrman i rodd vid olympiska sommarspelen 2004
Herrarnas åtta med styrman i rodd vid olympiska sommarspelen 2004 avgjordes mellan den 15 och 22 augusti 2004.

## Medaljörer
| Gren             | Guld | Silver | Brons |
| Åtta med styrman | USA Jason Read Wyatt Allen Chris Ahrens Joseph Hansen Matt Deakin Dan Beery Beau Hoopman Bryan Volpenhein Peter Cipollone (styrman) | Nederländerna Matthijs Vellenga Gijs Vermeulen Jan-Willem Gabriëls Daniël Mensch Geert Jan Derksen Gerritjan Eggenkamp Diederik Simon Michiel Bartman Chun Wei Cheung (styrman) | Australien Stefan Szczurowski Stuart Reside Stuart Welch James Stewart Geoffrey Stewart Boden Hanson Mike McKay Stephen Stewart Michael Toon (styrman) |

## Resultat

### Heat 1 (15 augusti)
1. Australien (Stefan Szczurowski, Stuart Reside, Stuart Welch, James Stewart, Geoff Stewart, Boden Hanson, Mike McKay, Steve Stewart, Michael Toon (styrman)),  5:23,23 FA
2. Nederländerna (Matthijs Vellenga, Gijs Vermeulen, Jan-Willem Gabriëls, Daniël Mensch, Geert Jan Derksen, Gerritjan Eggenkamp, Diederik Simon, Michiel Bartman, Chun Wei Cheung (styrman)) 5:25,26 R
3. Tyskland (Sebastian Schulte, Stephan Koltzk, Jörg Dießner, Thorsten Engelmann, Jan-Martin Broeer, Enrico Schnabel, Ulf Siemes, Michael Ruhe, Peter Thiede (styrman))  5:27,72 R
4. Frankrike (Bastien Ripoll, Bastien Gallet, Jean-Baptiste Macquet, Julien Peudecoeur, Donatien Mortelette, Anthony Perrot, Jean-David Bernard, Laurent Cadot, Christophe Lattaignant (styrman))  5:29.55 R
5. Polen (Bogdan Zalewski, Piotr Buchalski, Rafal Hejmej, Dariusz Nowak, Mikolaj Burda, Wojciech Gutorski, Sebastian Kosiorek, Michal Stawowski, Daniel Trojanowski (styrman)) 5:30,08 R

### Heat 2 (15 augusti)
1. USA (Jason Read, Wyatt Allen, Chris Ahrens, Joseph Hansen, Matt Deakin, Dan Beery, Beau Hoopman, Bryan Volpenhein, Peter Cipollone (styrman)) 5:19,85 FA WR
2. Kanada (Scott Frandsen, Kevin Light, Ben Rutledge, Kyle Hamilton, Adam Kreek, Andrew Hoskins, Joe Stankevicius, Jeff Powell, Brian Price (styrman)) 5:20,46 R
3. Italien (Sergio Canciani, Aldo Tramontano, Marco Penna, Pierpaolo Frattini, Valerio Pinton, Niccolo Mornati, Carlo Mornati, Luca Ghezzi, Gaetano Iannuzzi (styrman)) 5:30,16 R
4. Storbritannien (Jonno Devlin, Kieran West, Josh West, Andrew Triggs-Hodge, Tom Stallard, Phil Simmons, Robin Bourne-Taylor, Dan Ouseley, Christian Cormack (styrman)) 5:32,26 R

### Återkval 1 (18 augusti)
1. Nederländerna (Matthijs Vellenga, Gijs Vermeulen, Jan-Willem Gabriëls, Daniel Mensch, Geert Jan Derksen, Gerritjan Eggenkamp, Diederik Simon, Michiel Bartman, Chun Wei Cheung (styrman)) 5:31,92 FA
2. Frankrike (Bastien Ripoll, Bastien Gallet, Jean-Baptiste Macquet, Julien Peudecoeur, Donatien Mortelette, Anthony Perrot, Jean-David Bernard, Laurent Cadot, Christophe Lattaignant (styrman)) 5:34,20 FA
3. Italien (Sergio Canciani, Aldo Tramontano, Marco Penna, Pierpaolo Frattini, Valerio Pinton, Niccolo Mornati, Carlo Mornati, Luca Ghezzi, Gaetano Iannuzzi (styrman)) 5:34,56 FB

### Återkval 2 (18 augusti)
1. Kanada (Scott Frandsen, Kevin Light, Ben Rutledge, Kyle Hamilton, Adam Kreek, Andrew Hoskins, Joe Stankevicius, Jeff Powell, Brian Price (styrman)) 5:32,51 FA
2. Tyskland (Sebastian Schulte, Stephan Koltzk, Jörg Dießner, Thorsten Engelmann, Jan-Martin Broeer, Enrico Schnabel, Ulf Siemes, Michael Ruhe, Peter Thiede (styrman)) 5:33,07 FA
3. Storbritannien (Jonno Devlin, Kieran West, Josh West, Andrew Triggs-Hodge, Tom Stallard, Phil Simmons, Robin Bourne-Taylor, Tom James, Christian Cormack (styrman)) 5:34,37 FB
4. Polen (Bogdan Zalewski, Piotr Buchalski, Rafal Hejmej, Dariusz Nowak, Mikolaj Burda, Wojciech Gutorski, Sebastian Kosiorek, Michal Stawowski, Daniel Trojanowski (styrman)) 5:36,75 FB

### Final A (22 augusti)
| Placering | Roddare | Land          | Tid     |
| --------- | --- | ------------- | ------- |
|           | Jason Read, Wyatt Allen, Chris Ahrens, Joseph Hansen, Matt Deakin, Dan Beery, Beau Hoopman, Bryan Volpenhein, Pete Cipollone (styrman)                                             | USA           | 5:42,48 |
|           | Diederik Simon, Gijs Vermeulen, Jan-Willem Gabriëls, Daniël Mensch, Geert Jan Derksen, Gerritjan Eggenkamp, Matthijs Vellenga, Michiel Bartman, Chun Wei Cheung (styrman)          | Nederländerna | 5:43,75 |
|           | Stefan Szczurowski, Stuart Reside, Stuart Welch, James Stewart, Geoff Stewart, Boden Hanson, Mike McKay, Steve Stewart, Michael Toon (styrman)                                     | Australien    | 5:45,38 |
| 4         | Sebastian Schulte, Stephan Koltzk, Jörg Dießner, Thorsten Engelmann, Jan-Martin Broeer, Enrico Schnabel, Ulf Siemes, Michael Ruhe, Peter Thiede (styrman)                          | Tyskland      | 5:49,43 |
| 5         | Scott Frandsen, Kevin Light, Ben Rutledge, Kyle Hamilton, Adam Kreek, Andrew Hoskins, Joe Stankevicius, Jeff Powell, Brian Price (styrman)                                         | Kanada        | 5:51,66 |
| 6         | Bastien Ripoll, Bastien Gallet, Jean-Baptiste Macquet, Julien Peudecoeur, Donatien Mortelette, Anthony Perrot, Jean-David Bernard, Laurent Cadot, Christophe Lattaignant (styrman) | Frankrike     | 5:53,31 |

### Final B (21 augusti)
| Placering | Roddare | Land           | Tid     |
| --------- | --- | -------------- | ------- |
| 1         | Sergio Canciani, Aldo Tramontano, Marco Penna, Pierpaolo Frattini, Valerio Pinton, Niccolo Mornati, Carlo Mornati, Luca Ghezzi, Gaetano Iannuzzi (styrman)          | Italien        | 5:49,43 |
| 2         | Bogdan Zalewski, Piotr Buchalski, Rafal Hejmej, Dariusz Nowak, Mikolaj Burda, Wojciech Gutorski, Sebastian Kosiorek, Michal Stawowski, Daniel Trojanowski (styrman) | Polen          | 5:51,66 |
| 3         | Jonno Devlin, Kieran West, Josh West, Andrew Triggs Hodge, Tom Stallard, Phil Simmons, Robin Bourne-Taylor, Tom James, Christian Cormack (styrman)                  | Storbritannien | 5:53,31 |